# Cathy Shim

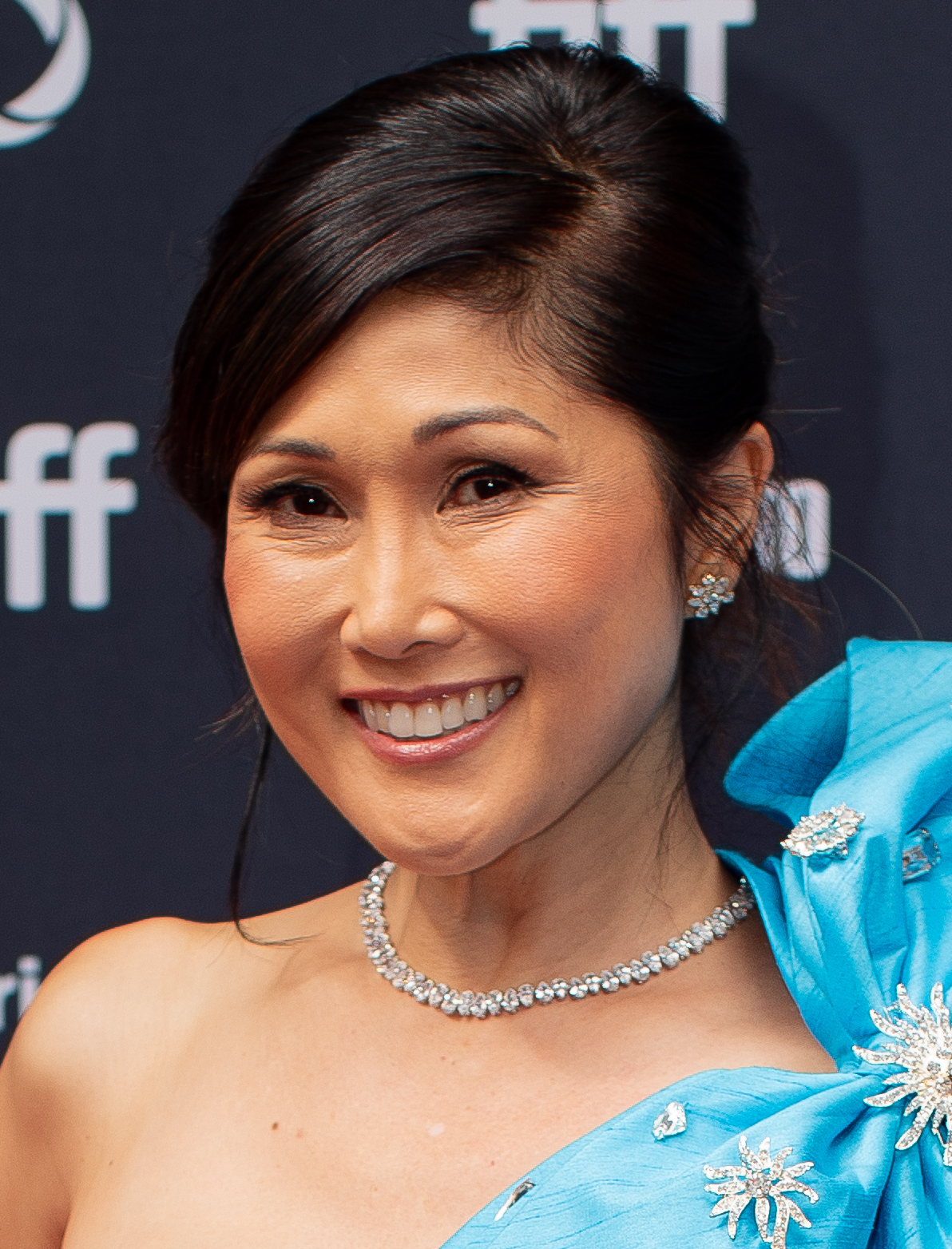
Cathy Shim (2024)

Cathy Shim (* 18. Juli 1980 in Seoul, Südkorea) ist eine US-amerikanische Schauspielerin südkoreanischer Abstammung.

## Leben und Leistungen
Die Familie von Cathy Shim zog in die Vereinigten Staaten, als sie drei Jahre alt war. Sie studierte Klavierspiel in der Colburn School of Performing Arts sowie an der University of Southern California; außerdem schloss sie ein Medizinstudium ab und studierte Schauspielkunst an der USC School of Theatre.
Shim debütierte als Fernsehschauspielerin im Jahr 2003 in der Comedy-Show Reno 911!, in der sie seitdem mitwirkt. Im Kurzfilm A Cigar at the Beach (2006), welcher mit einigen Festivalpreisen bedacht wurde, übernahm sie eine der Hauptrollen. Das Sportdrama The Gymnast (2006), in dem sie in einer kleinen Rolle auftrat, produzierte sie mit. In der anhand der Show Reno 911! entstandenen Krimikomödie Reno 911!: Miami (2007) mit Danny DeVito spielte sie eine Frau, von der Deputy Travis Junior (Robert Ben Garant) träumt. In der Actionkomödie Balls of Fury (2007) mit Christopher Walken und Maggie Q verkörperte sie eine nordkoreanische Diplomatin. In der Komödie 3Way (2008) spielte sie neben Maeve Quinlan und Jill Bennett die Hauptrolle einer Frau, die in einer lesbischen Dreier-Beziehung lebt. 2009 wurden die Komödien White on Rice und The People I’ve Slept With veröffentlicht, in den sie größere Rollen spielte. 2012 hatte sie eine kleine Rolle als asiatische Hausfrau in The Watch – Nachbarn der 3. Art.

## Filmografie (Auswahl)
- 2003–2009: Reno 911! (Comedy-Serie)
- 2005: Die Geisha (Memoirs of a Geisha)
- 2006: Special Unit
- 2006: Love Is the Drug
- 2006: A Cigar at the Beach (Kurzfilm)
- 2006–2007: Drake & Josh (Fernsehserie)
- 2007: Wildlife
- 2007: Reno 911!: Miami
- 2007: Balls of Fury
- 2008: 3Way
- 2008: Eat (Kurzfilm)
- 2009: White on Rice
- 2009: The People I’ve Slept With
- 2009: The Art of War III: Die Vergeltung
- 2009: Untote wie wir – Man ist so tot, wie man sich fühlt
- 2012: The Watch – Nachbarn der 3. Art